# Volley Corigliano
Il Volley Corigliano è stata una società pallavolistica maschile italiana con sede a Corigliano Calabro.

## Storia
Il Coriulanum Volley viene fondato nel 1993 e partecipa nei primi anni a campionati locali come la Prima Divisione; a metà anni novanta la società muta la propria denominazione in Pallavolo Corigliano, per poi cambiarla nuovamente nel 2000, quando raggiunge per la prima volta i campionati semiprofessionistici, in Volley Corigliano.
Nella stagione 2004-05 partecipa per la prima volta alla Serie A2, raggiungendo la finale nella Coppa Italia di Serie A2, mentre alla terza stagione di permanenza nella serie cadetta, grazie alla vittoria dei play-off promozione, ottiene la promozione in Serie A1, categoria dove esordisce nell'annata 2007-08: tuttavia il penultimo posto in classifica, condanna il club di Corigliano Calabro ad una pronta retrocessione in serie cadetta. Dop aver disputato due partite della Serie A2 2008-09 il presidente annuncia il ritiro della squadra dal campionato e la cessazione di ogni attività agonistica della società.